# Garantat 100%
Garantat 100% este o emisiune culturală a Televiziunii Române, al cărei realizator este Cătălin Ștefănescu. Este una dintre cele mai longevive emisiuni culturale de tip talk-show din grila Televiziunii Publice, care și-a câștigat admiratorii prin amprenta personală a prezentatorului său. Invitații de fiecare ediție sunt personalități de marcă în domeniile lor, iar fiecare aduce cu el câte un obiect care i-a marcat viața și înseamnă ceva pentru el. La final, obiectul respectiv ajunge la cineva din public, ca un simbol care trebuie continuat.

## Istoric
Emisiunea a apărut în 1999, având la începuturi sale o rubrică specială, cea de reportaj, în care era prezentată povestea unui meșteșugar, a unui om foarte talentat într-un domeniu; odată cu succesul înregistrat de emisiune, acei oameni au devenit invitați ai emisiunii.
O prezență permanentă în cadrul emisiunii este trupa care asigură fondul sonor, condusă de Virgil Popescu încă din anul 2003. Prezentatorul, cunoscând din avans preferințele muzicale ale invitatului său, îi roagă pe muzicieni ca pe tot parcursul emisiunii să interpreteze, în varianta proprie — jazz, blues, rock — piesele solicitate de către invitat, recitalurile fiind momente de sine stătătoare în cadrul emisiunii. În prezent, fundalul sonor este asigurat de către pianistul Puiu Pascu.

## Misiune
Emisiunea Garantat 100% este caracterizată de grija pentru calitate, creativitate și inovație, pentru perseverența cu care construiește în jur principii fondatoare. În plus, emisiunea are ca preocupare constantă educarea mediului în care trăiește.
Fiind cea mai longevivă emisiune culturală din România, Garantat 100% a găzduit unele dintre cele mai importante nume din mediul cultural românesc și internațional, printre care: soprana Sarah Brightman, Nigel Kennedy, Claude Lelouch, celebra actriță Vanessa Redgrave, scriitorul-filosof Pascal Bruckner, Wally Olins, Joe Cocker și John Anderson, regizorul Andrei Șerban sau coregraful suedez Mats Ek, coordonatorul Cullberg Ballet, scriitorul israelian Amos Oz.
„După 10 ani parcurși de Garantat 100%, scopul acestei emisiuni este în continuare unul care poate fi descris simplu: să vorbim despre cultură în termeni care pot captiva publicul.”—Cătălin Ștefănescu, realizatorul și gazda emisiunii
Difuzarea emisiunii Garantat 100%:
Duminică, ora 23:00 pe TVR 1, TVR 1 HD și TVR Internațional.
Fosta transmisie la Garantat 100%:
Pe TVR 1. Emisiunea a fost transmisă în sistem 16:9, pe TVR 1. Această emisiune a fost redifuzată și pe TVR International dar și pe TVR HD.

## Lista invitaților
1. Sarah Brightman
2. Nigel Kennedy
3. Claude Lelouch
4. Vanessa Redgrave
5. Pascal Bruckner
6. Wally Olins
7. Joe Cocker
8. Beth Hart
9. John Anderson
10. Andrei Șerban
11. Mats Ek
12. Cullberg Ballet
13. Felix Rotaru
14. Sanda Manu
15. Amos Oz
16. Cristian Mandeal
17. Marin Cazacu
18. Mariana Sandu
19. David Romaș
20. George Lăcătuș
21. Daniel Rădulescu
22. Raluca Turcan
23. Marcel Iureș
24. Lucian Georgescu
25. Marian Staș
26. Vasile Dinu
27. Hanno Hoeffer
28. Alexandru Ion
29. Andreea Borțun
30. Mario Barangea
31. Principesa Margareta a României
32. Alteta Sa Radu
33. Damian Drăghici
34. Marie Rose Mociorniță
35. Nicu Alifantis
36. Nae Caranfil
37. Alin Uhlman Ușeriu
38. Sorin Ioniță
39. Ioana Mureșan
40. Dragoș Bucurenci
41. Marius Mihalache
42. Călin Andrei Mihăilescu
43. Florian Pittiș
44. Dan Puric
45. Gigi Căciuleanu
46. Hanna Chang
47. David Ohanesian
48. Alexandru Dabija
49. Constantin Chiriac
50. Billy Cobhan
51. Cornel Mihalache
52. Horațiu Mălăele
53. Dragoș Bucur
54. Andi Vasluianu
55. Han Na Chan
56. Ștefan Calția
57. Toni Grecu
58. Florin Achim
59. Cornel Mihalache
60. Cristian Mungiu
61. Cristian Pârvulescu
62. Domnica Rădulescu
63. Alexandru Solomon
64. Ada Solomon
65. Vava Ștefănescu
66. Norman Manea
67. Dinu Patriciu
68. Vlad Păunescu
69. Domnica Rădulescu
70. Paul Tzanicui
71. Kaliakra
72. Ducele de Argyle
73. Edy Schneider
74. Shivani Singh
75. Laura Jiga Iliescu
76. Adrian Munteanu
77. Ovidiu Pop
78. Nicu Alifantis
79. Lucian Ban
80. Oana Simionescu
81. Alexandru Cozma
82. Andreea Patroi
83. Iulia Frățilă
84. Ducele D'Argyle
85. Nicolae Maniu
86. Solomon Marcus
87. Al Jawala
88. Alexandrina Hristov
89. Alin Uhlman Ușeriu
90. Laurie Anderson
91. Yoshihiro Katayama
92. Neagu Djuvara
93. Alin Uhlman Useriu
94. Horia Roman Patapievici
95. Eugen Petrescu
96. Steve Vai
97. Edy Schneider
98. Virginia Zeani
99. Andrei Pandele
100. Laurie Anderson
101. Peter Greenaway
102. Aneta Bogdan
103. Alexandru Tomescu
104. Mario Barangea
105. Angela Gheorghiu
106. Laura Sitaru[1]